# Садых Салех Багиров
Садых Салех Халил оглы Багиров – актёр театра, кино и радио, мастер дубляжа и озвучивания кинофильмов. Заслуженный артист Азербайджанской ССР (1959).
Садых Салех Халил оглы  Багиров родился в Баку 19 марта 1907 года.
Любовь к театру у Садыха Салеха проявилась очень рано. Еще в юные годы (1925) он становится активным участником любительских драмкружков при клубах им. И.Абилова, им.Шварца и др. Здесь, на клубной сцене, пробуя свои актерские способности, он решает посвятить свою жизнь любимому искусству.
1929 год явился для начинающего актера знаменательным. Его приняли в труппу Азербайджанского Государственного Драматического Театра им. М.Азизбекова. Работу в театре Садых Салех одновременно совмещал с учебой в Азербайджанском Государственном  Театральном училище. Занятия с видными преподавателями А.А.Тугановым, А.М.Мудровым, Гусейн Джавидом, М.Кирманшахлы несомненно повысили уровень знаний и приобщили его к овладению мастерством профессионального актера. Будучи студентом, Садых Салех самое большое одобрение получал в ролях характерных, сыгранных остро и точно. В 1932 году Садых Салех успешно окончил театральное училище. Число ролей сыгранных Садых Салехом на сцене театра Азербайджанского Государственного Драматического Театра им М.Азизбекова перевалило за сотню и все они разноплановые, разнохарактерные.
Садых Салех играл положительных героев и отрицательных персонажей в классических и современных произведениях: Шахбаз-бек «Мусье Жордан и Мастали шах» М.Ф.Ахундова, Сабир «Не та, так эта» М.А.Сабира, Горхмаз «Невеста огня», урядник Володин «В 1905 году», Барат и Баларза «Алмас» Дж. Джабарлы, Коха «Медведь, победитель разбойника» М.Ф.Ахундова, Гаджи Кязым «Мертвецы» Дж. Мамедкулизаде, Сулейман-бек «Разоренное гнездо» А.Хаквердиева, Али-бек и шут «Вагиф» С.Вургуна, Иван Фиолетов «Ханлар» С.Вургуна, Рашид «В огне», часовой «Негасимые костры» М.Ибрагимова, Бобчинский «Ревизор» Н.В.Гоголя, Шейх Хади «Шейх Сенан», Гаджи Масуд «Визирь Ленкоранского ханства» М.Ф.Ахундова, Иван «Ревнивые сердца» Р.Стоянова, Незнамов «Без вины виноватые» А.Н.Островского. Эти и другие роли принесли ему успех и симпатии зрителей.
Садых Салех работал на радио и дубляже кинофильмов. Озвучивал множество ролей в российских и зарубежных художественных фильмах.
Участник Азербайджанской декады литературы и искусства в Москве в 1959 году, Садых Салех в том же году был удостоен почетного звания заслуженного артиста Азербайджанской ССР. Был награждён Почётной Грамотой Президиума Верховного Совета Азербайджанской ССР (1974) и медалями.
Багиров Садых Салех Халил оглы ушел из жизни 27 сентября 1977 года.